# Eudocia (cràter)
Eudocia és un cràter d'impacte en el planeta Venus de 27,5 km de diàmetre. Porta el nom d'Eudòxia Augusta (c. 401-460), emperadriu romana d'Orient, i el seu nom va ser aprovat per la Unió Astronòmica Internacional el 1994.